# 帯広市立帯広第五中学校
帯広市立帯広第五中学校（おびひろしりつ おびひろだいごちゅうがっこう）は、北海道帯広市に所在する公立（市立）の中学校。

## 生徒
- 生徒数 - 330人
  - 1年生 - 103人
  - 2年生 - 101人
  - 3年生 - 126人
  - 特別支援学級（内数）- 19人

2019年（令和元年）5月1日現在

## 部活動
- 野球部
- サッカー部
- ソフトテニス部
- 男子バスケットボール部
- 女子バスケットボール部
- バレーボール部
- 男子バドミントン部
- 女子バドミントン部
- 卓球部
- 陸上部
- ソフトボール部（合同チーム）
- アイスホッケー部（合同チーム）
- 吹奏楽部
- 美術部
- 菜園ボランティア部
- 図書ボランティア部

令和2年4月現在